# Hachirō Okonogi
Hachirō Okonogi (小此木 八郎, Okonogi Hachirō, né le 22 juin 1965) est un homme politique, membre de la Chambre des représentants du Japon depuis 1993; il représente le 3e district de la Préfecture de Kanagawa. Il appartient au Parti libéral-démocrate.
Il a été président de la Commission nationale de sécurité publique, ministre chargé de la résilience nationale, et ministre d’état de la réaction aux catastrophes de 2017 à 2018.
De septembre 2020 à juin 2021, il est à nouveau président de la Commission nationale de sécurité publique, ministre chargé de la Résilience nationale, ministre chargé des Questions territoriales, ministre chargé de la Gestion des catastrophes, ministre chargé des Océans, dans le gouvernement Suga.

## Jeunesse et formation
Okonogi est né à Yokohama, Kanagawa. Son père, Hikosaburo Okonogi, a siégé à la Chambre des représentants de 1969 à 1991.
Okonogi est diplômé de l'Université de Tamagawa en 1989, et il a travaillé comme assistant de son père. Après la mort de celui-ci en 1991, il a été embauché comme secrétaire du ministre des Affaires étrangères Michio Watanabe en 1992,.

## Carrière politique
Okonogi a été élu pour la première fois aux élections générales de 1993 et il a été réélu lors des élections générales de 1996. En août 1998, il a été nommé directeur de la Division de la jeunesse du PLD et, en octobre 1999, il a été nommé vice-ministre parlementaire pour l'éducation, les sciences, les sports et la culture. Après avoir gardé son siège lors des élections générales de 2000 et des élections générales de 2003, il est devenu le plus jeune vice-ministre de l'histoire du Japon en 2004 avec sa nomination au poste de vice-ministre principal de l'économie, du commerce et de l'industrie sous le premier ministre Junichiro Koizumi. Après avoir gardé son siège lors des élections générales de 2005, il a été secrétaire général adjoint du PLD à partir de novembre 2005 et vice-président de la commission des affaires de la Diète à partir de septembre 2006.
Okonogi a perdu son siège lors des élections générales de 2009. Alors que le PLD était dans l'opposition, il a été nommé président de la Commission de recherche sur le gouvernement en avril 2010.
Okonogi est revenu au parlement après les élections générales de 2012. Il a été nommé secrétaire général adjoint en chef du PLD en décembre 2012, président par intérim de la commission des affaires de la Diète en octobre 2013 et président de la Fédération des succursales du PLD de la préfecture de Kanagawa en avril 2014.
En tant que ministre de la gestion des catastrophes sous le Premier ministre Shinzō Abe, Okonogi a supervisé en 2018 la réponse du gouvernement au typhon Jebi, qui a entraîné l'inondation de l'aéroport international du Kansai et d'importants dégâts dans toute la Région du Kansai. Il a quitté le cabinet après un remaniement en octobre 2018.
Okonogi est proche de Yoshihide Suga depuis l'école primaire, alors que Suga était dans sa vingtaine et assistait le père d'Okonogi. Suga a encadré Okonogi lors de sa première campagne politique et Okonogi a été directeur de campagne de Suga lors de l'élection à la direction du PLD de 2020.